# Hudi Kot
Hudi Kot je naselje v Občini Ribnica na Pohorju.